# 마이크 리크
마이클 레이먼드 리크(Michael Raymond Leake, 1987년 11월 12일 ~ )는 미국의 야구 선수로, 메이저 리그에 소속되어 있는 애리조나 다이아몬드백스의 투수이다.